# Waverly (Kentucky)
Waverly és una població dels Estats Units a l'estat de Kentucky. Segons el cens del 2000 tenia 297 habitants.

## Demografia
Segons el cens del 2000, Waverly tenia 297 habitants, 126 habitatges, i 85 famílies. La densitat de població era de 424,7 habitants/km².
Dels 126 habitatges en un 27,8% hi vivien nens de menys de 18 anys, en un 57,9% hi vivien parelles casades, en un 7,9% dones solteres, i en un 32,5% no eren unitats familiars. En el 28,6% dels habitatges hi vivien persones soles el 18,3% de les quals corresponia a persones de 65 anys o més que vivien soles. El nombre mitjà de persones vivint en cada habitatge era de 2,36 i el nombre mitjà de persones que vivien en cada família era de 2,92.
Per edats la població es repartia de la següent manera: un 21,2% tenia menys de 18 anys, un 9,1% entre 18 i 24, un 29,3% entre 25 i 44, un 24,2% de 45 a 60 i un 16,2% 65 anys o més.
L'edat mediana era de 38 anys. Per cada 100 dones de 18 o més anys hi havia 88,7 homes.
La renda mediana per habitatge era de 33.438 $ i la renda mediana per família de 34.821 $. Els homes tenien una renda mediana de 24.583 $ mentre que les dones 21.136 $. La renda per capita de la població era de 15.594 $. Entorn del 7,4% de les famílies i el 9,1% de la població estaven per davall del llindar de pobresa.

## Poblacions més properes
El següent diagrama mostra les poblacions més properes.